# Lars Martinsen
Lars Martinsen (26 dicembre 1908 – 29 dicembre 1956) è stato un calciatore norvegese, di ruolo difensore.

## Carriera

### Club
Martinsen giocò con la maglia dello Strong.

### Nazionale
Conta 5 presenze per la Norvegia. Esordì il 23 ottobre 1938, quando fu schierato in campo nella sfida pareggiata per 2-2 contro la Polonia.